# Katrin Schlotte
Katrin Schlotte (* 7. Januar 1966, verheiratete Katrin Timmermann) ist eine deutsche Badmintonspielerin.

## Karriere
Katrin Schlotte gewann im Juniorenalter zwei Dutzend Medaillen bei den DDR-Nachwuchsmeisterschaften. In dieser Zeit wechselte sie auch von ihrem Heimatverein Aktivist Mittenwalde zum nahegelegenen Hauptstadtklub EBT Berlin. Für diesen erkämpfte sie sich auch ihren größten sportlichen Erfolg, als sie bei den DDR-Meisterschaften 1986 Dritte im Damendoppel mit Jacqueline Bolduan wurde. Nach der Wende war sie als verheiratete Timmermann wieder im Land Brandenburg aktiv, zuerst beim SV Königs Wusterhausen, dann beim BC 58 Luckau.

## Sportliche Erfolge
| Saison    | Veranstaltung                        | Disziplin  | Platz | Name |
| --------- | ------------------------------------ | ---------- | ----- | --- |
| 1976/1977 | DDR-Meisterschaft AK 10/11 1976/1977 | WS         | 3     | Katrin Schlotte                                                                                           |
| 1977/1978 | DDR-Meisterschaft AK 12/13 1977/1978 | WD         | 3     | Carla Melzer / Katrin Schlotte                                                                            |
| 1977/1978 | DDR-Meisterschaft AK 10/11 1977/1978 | WD         | 2     | Katrin Schlotte / Heike Franke                                                                            |
| 1977/1978 | DDR-Meisterschaft AK 10/11 1977/1978 | WS         | 2     | Katrin Schlotte                                                                                           |
| 1977/1978 | DDR-Meisterschaft AK 10/11 1977/1978 | XD         | 2     | Kai Abraham / Katrin Schlotte                                                                             |
| 1978/1979 | DDR-Meisterschaft AK 12/13 1978/1979 | WS         | 3     | Katrin Schlotte                                                                                           |
| 1978/1979 | DDR-Meisterschaft AK 12/13 1978/1979 | XD         | 3     | Dirk Hickl / Katrin Schlotte                                                                              |
| 1979/1980 | DDR-Meisterschaft AK 12/13 1979/1980 | XD         | 2     | Kai Abraham / Katrin Schlotte                                                                             |
| 1979/1980 | DDR-Meisterschaft AK 12/13 1979/1980 | WD         | 1     | Heike Franke / Katrin Schlotte                                                                            |
| 1979/1980 | DDR-Meisterschaft AK 12/13 1979/1980 | WS         | 3     | Katrin Schlotte                                                                                           |
| 1979/1980 | DDR-Meisterschaft AK 14/15 1979/1980 | XD         | 3     | Carsten Schmidt / Katrin Schlotte                                                                         |
| 1980/1981 | DDR-Meisterschaft AK 14/15 1980/1981 | WS         | 3     | Katrin Schlotte                                                                                           |
| 1980/1981 | DDR-Meisterschaft AK 14/15 1980/1981 | WD         | 3     | Heike Franke / Katrin Schlotte                                                                            |
| 1981/1982 | DDR-Meisterschaft AK 14/15 1981/1982 | WD         | 1     | Katrin Schlotte / Heike Franke                                                                            |
| 1981/1982 | DDR-Meisterschaft AK 14/15 1981/1982 | WS         | 3     | Katrin Schlotte                                                                                           |
| 1981/1982 | DDR-Juniorenmeisterschaft 1981/1982  | XD         | 3     | Carsten Schmidt / Katrin Schlotte                                                                         |
| 1981/1982 | DDR-Meisterschaft AK 14/15 1981/1982 | XD         | 3     | Olaf Bahn / Katrin Schlotte                                                                               |
| 1982/1983 | DDR-Mannschaftsmeisterschaft Jugend  | Mannschaft | 1     | Empor Brandenburger Tor Berlin (Dirk Hickl, Torsten Zippel, Kai Abraham, Manuela Engler, Katrin Schlotte) |
| 1982/1983 | DDR-Juniorenmeisterschaft 1982/1983  | WD         | 1     | Katrin Schlotte / Manuela Engler                                                                          |
| 1982/1983 | DDR-Juniorenmeisterschaft 1982/1983  | XD         | 3     | Torsten Zippel / Katrin Schlotte                                                                          |
| 1983/1984 | DDR-Juniorenmeisterschaft 1983/1984  | WD         | 2     | Katrin Schlotte / Manuela Engler                                                                          |
| 1983/1984 | DDR-Juniorenmeisterschaft 1983/1984  | WS         | 1     | Katrin Schlotte                                                                                           |
| 1983/1984 | DDR-Juniorenmeisterschaft 1983/1984  | XD         | 3     | Torsten Zippel / Katrin Schlotte                                                                          |
| 1984      | Silberner Federball 1984             | WS         | 1     | Katrin Schlotte                                                                                           |
| 1986      | DDR-Meisterschaft 1986               | WD         | 3     | Katrin Schlotte / Jacqueline Bolduan                                                                      |
| 1990/1991 | Brandenburgmeisterschaft 1990/1991   | WD         | 2     | Katrin Timmermann / Andrea Rau                                                                            |
| 1990/1991 | Brandenburgmeisterschaft 1990/1991   | XD         | 3     | Hans-Joachim Frigge / Katrin Timmermann                                                                   |
| 1990/1991 | Brandenburgmeisterschaft 1990/1991   | WS         | 2     | Katrin Timmermann                                                                                         |
| 1991/1992 | Brandenburgmeisterschaft 1991/1992   | WS         | 2     | Katrin Timmermann                                                                                         |
| 1991/1992 | Brandenburgmeisterschaft 1991/1992   | WD         | 2     | Katrin Timmermann / Ulrike Kaiser                                                                         |
| 1992      | Silberner Federball 1992             | WS         | 2     | Katrin Timmermann                                                                                         |
| 1992/1993 | Brandenburgmeisterschaft 1992/1993   | WS         | 2     | Katrin Timmermann                                                                                         |
| 1992/1993 | Brandenburgmeisterschaft 1992/1993   | WD         | 3     | Katrin Timmermann / Ulrike Kaiser                                                                         |
| 1993      | Silberner Federball 1993             | WS         | 2     | Katrin Timmermann                                                                                         |
| 1993      | Silberner Federball 1993             | WD         | 3     | Katrin Timmermann / Ulrike Kaiser                                                                         |
| 1993/1994 | Brandenburgmeisterschaft 1993/1994   | XD         | 1     | Michael Huber / Katrin Timmermann                                                                         |
| 1993/1994 | Brandenburgmeisterschaft 1993/1994   | WS         | 2     | Katrin Timmermann                                                                                         |
| 1993/1994 | Brandenburgmeisterschaft 1993/1994   | WD         | 2     | Corinna Schulz / Katrin Timmermann                                                                        |